# حسن احمدالحق
حسن احمدالحق (بنگالی: হাসান আহমেদুল হক؛ زادهٔ ۲ ژانویهٔ ۱۹۵۸) بازیکن فوتبال اهل بنگلادش بود.
وی همچنین در تیم‌های ملی فوتبال زیر ۲۰ سال بنگلادش و بنگلادش بازی کرده است.